# Алеја народних хероја на Новом гробљу у Београду
Алеја народних хероја (позната и као Алеја хероја) једна је од засебних алеја на Новом гробљу у Београду. Простире се око Спомен-костурнице браниоцима Београда 1914—1918. и састоји се из три целине — лево, десно и иза споменика.

## Историјат
Простор на коме се данас налази Алеја народних хероја уређен је између 1927. до 1931. када је на простору старог Српског војничког гробља изграђена нова меморијална целина — „Спомен-костурница бранилаца Београда 1914—1918.“, коју сачињавају споменик и крипта, у којој се налазе посмртни остаци 3.529 идентификованих и 1.074 неидентификованих војника. Аутори монументалног споменика величине 18,5 метара и тежине 2.780 килограма били су руски архитекта и вајар Роман Верховској и вајар Живојин Лукић. Камено постоље споменика изграђено је 1929, а на њега је 1931. постављена скулптура српског војника-победника и срушеног орла симбола пораженог непријатеља. Идентична скулптура војника-победника, чији је аутор Живојин Лукић постављена је 1932. на Споменик српском војнику у Краљеву.
Изградњу костурнице и споменика финансирали су Удружење резервних официра и ратника и Београдска општина, а он је свечано освештан 11. новембра 1931. на Дан примирја у Првом светском рату.
На простору око спомен-костурнице, одмах после ослобођења Београда, октобра 1944. године, почело је сахрањивање истакнутих учесника Народноослободилачког рата (НОР), као и народних хероја Југославије. Један од првих сахрањених био је генерал-лајтнант НОВЈ, члан Врховног штаба и НКОЈ-а Иван Милутиновић (1901—1944), народни херој, који је страдао на Дунаву, код Вишњице, 23. октобра и овде сахрањен 12. новембра 1944. године (његови посмртни остаци су 1948. пренети у Гробницу народних хероја на Калемегдану).
Каснијих година, сахрањивања су настављена, а уређење ове Алеје је извршено тек 1978, када је и званично формирана по пројекту архитекте Небојше Деље и инжењера Александра Крстића. У почетку се простирала само на простору десно од споменика, а током времена је од 1998, због недостатка места, проширена на простор иза споменика, као и на простор са његове леве стране.
У Алеји народних хероја сахрањују се народни хероји Југославије, тј. носиоци Ордена народног хероја, јунаци социјалистичког рада, тј. носиоци Ордена јунака социјалистичког рада, као и други истакнути учесници Народноослободилачке борбе, као и војне и друштвено-политичке личности из периода СФР Југославије. Поред њих у Алеји се сахрањују и чланови њихових породица (најчешће супружници). У Алеји је тренутно сахрањено 312 особа, од чега су њих 118 народни хероја, а 6 јунаци социјалистичког рада (од шесторице јунака социјалистичког рада њих четворица су истовремено и народни хероји).
Највећи број надгробних споменика у овој Алеји је исти — облика четвороугаоне пирамиде, на чијој се предњој страни налази име сахрањеног. Такође, у Алеји се налази и девет спомен бисти, на гробовима — Александра Ранковића, Милоја Милојевића, Богдана Вујошевића, Славка Родића, Драгослава Ђорђевића Гоше, Панета Ђукића Лимара, Ивана Караиванова, Милке Агбабе Црне и Божина Јовановића. Ове спомен бисте налазе су у најстаријем делу Алеје (десно од споменика).

## Списак сахрањених

### Први део Алеје народних хероја
| Гробница породице Барух: |           | | |                                                                             |                                                                             |
| Иса Барух                | 1910—1941 | учесник Народноослободилачке борбе и народни херој, погинуо 1941. код Ужица                                                                                            | учесник Народноослободилачке борбе и народни херој, погинуо 1941. код Ужица                                                    | учесник Народноослободилачке борбе и народни херој, погинуо 1941. код Ужица | учесник Народноослободилачке борбе и народни херој, погинуо 1941. код Ужица |
| Бора Барух               | 1911—1942 | сликар и учесник Народноослободилачке борбе, стрељан 1942. на Бањици                                                                                                   | сликар и учесник Народноослободилачке борбе, стрељан 1942. на Бањици                                                           | сликар и учесник Народноослободилачке борбе, стрељан 1942. на Бањици        | сликар и учесник Народноослободилачке борбе, стрељан 1942. на Бањици        |
| Јожи Барух               | 1913—1941 | учесник Народноослободилачке борбе, умро 1941. у Ужицу | учесник Народноослободилачке борбе, умро 1941. у Ужицу                                                                         | учесник Народноослободилачке борбе, умро 1941. у Ужицу                      | учесник Народноослободилачке борбе, умро 1941. у Ужицу                      |
| Шела Симић-Барух         | 1914—1941 | учесница Народноослободилачког покрета, стрељана 1941. на Бањици | учесница Народноослободилачког покрета, стрељана 1941. на Бањици                                                               | учесница Народноослободилачког покрета, стрељана 1941. на Бањици            | учесница Народноослободилачког покрета, стрељана 1941. на Бањици            |
| Лаза Симић               | 1917—1941 | учесник Народноослободилачког покрета, стрељан 1941. на Бањици | учесник Народноослободилачког покрета, стрељан 1941. на Бањици                                                                 | учесник Народноослободилачког покрета, стрељан 1941. на Бањици              | учесник Народноослободилачког покрета, стрељан 1941. на Бањици              |
| Бела Барух               | 1924—1943 | учесница Народноослободилачког покрета, стрељана 1943. на Бањици | учесница Народноослободилачког покрета, стрељана 1943. на Бањици                                                               | учесница Народноослободилачког покрета, стрељана 1943. на Бањици            | учесница Народноослободилачког покрета, стрељана 1943. на Бањици            |
| Ратко Јовановић          | 1912—1944 | учесник Народноослободилачке борбе, пилот и мајор НОВЈ | — |                                                                             |                                                                             |
| Слободан Павићевић       | 1919—1944 | учесник Народноослободилачке борбе и студент технике | Илија Павићевић (1872—1950), отац, потпуковник у пензији Велика Пауновић (1888—1969), мајка Олга Павићевић (1915—1993), сестра |                                                                             |                                                                             |
| Сава Милутиновић         | —1945     | учесник Народноослободилачке борбе | Мила Милутиновић (—1955) |                                                                             |                                                                             |
| Синиша Радојевић         | 1925—1945 | учесник Народноослободилачке борбе | — |                                                                             |                                                                             |
| Петар Драпшин            | 1914—1945 | учесник Шпанског грађанског рата и Народноослободилачке борбе, генерал-лајтнант ЈА и народни херој                                                                     | — |                                                                             |                                                                             |
| Илија Јовичевић          | —1946     | учесник Народноослободилачке борбе и поручник ЈА | — |                                                                             |                                                                             |
| Перо Родић               | 1921—1946 | учесник Народноослободилачке борбе и мајор ЈА | — |                                                                             |                                                                             |
| Велимир Јакић            | 1911—1946 | учесник Народноослободилачке борбе и народни херој | Милијана Јакић (1918—1956), сестра Ковиљка Јакић (1914—1988), сестра Светомир Јакић (1929—1997), брат                          |                                                                             |                                                                             |
| Александар Саша Симовић  | 1923—1946 | учесник Народноослободилачке борбе, поручник ЈА и студент агрономије                                                                                                   | Лепосава (1896—1980), мајка |                                                                             |                                                                             |
| Љубомир Марић Љубез      | 1902—1947 | учесник Народноослободилачке борбе и мајор ЈА | Војимир Марић (1905—1942), брат, стрељан у Крагујевцу                                                                          |                                                                             |                                                                             |
| Лука Кандић              | 1910—1947 | учесник Народноослободилачке борбе, пилот-ловац и мајор ЈА, погинуо на борбеном задатку                                                                                | Милена Кандић (1912—2002), супруга                                                                                             |                                                                             |                                                                             |
| Петар Абрамовић          | 1918—1947 | учесник Народноослободилачке борбе, пилот и капетан ЈА | — |                                                                             |                                                                             |
| Рада Јеличић             | 1922—1947 | учесник Народноослободилачке борбе и поручник ЈА | — |                                                                             |                                                                             |
| Блажо Марковић           | 1905—1949 | учесник Народноослободилачке борбе и резервни потпуковник ЈА | Олга Марковић (1911—1997), супруга, учесница НОР                                                                               |                                                                             |                                                                             |
| Славко Родић             | 1918—1949 | учесник Народноослободилачке борбе, генерал-потпуковник ЈА и народни херој                                                                                             | Емилија Родић (1920—1999) |                                                                             |                                                                             |
| Драгослав Ђорђевић Гоша  | 1919—1949 | учесник Народноослободилачке борбе, друштвено-политички радник и народни херој                                                                                         | Даринка Ђорђевић (1924—2010)                                                                                                   |                                                                             |                                                                             |
| Лазар Стефановић         | 1885—1950 | активиста револуционарног радничког покрета, функционер ССДП и КПЈ, друштвено-политички радник                                                                         | Драга Стефановић (1890—1967), супруга, активисткиња радничког покрета и КПЈ                                                    |                                                                             |                                                                             |
| Јарослав Черни           | 1909—1950 | хидротехнички инжењер и пионир послератне електрификације у Југославији                                                                                                | — |                                                                             |                                                                             |
| Бошко Шуковић            | 1907—1951 | учесник Народноослободилачке борбе, пилот-ловац, потпуковник ЈНА, погинуо на борбеном задатку                                                                          | Јелка Шуковић (1912—1986), супруга                                                                                             |                                                                             |                                                                             |
| Пане Ђукић Лимар         | 1922—1952 | учесник Народноослободилачке борбе, потпуковник УДБЕ и народни херој                                                                                                   | — |                                                                             |                                                                             |
| Др Војислав Дулић        | 1909—1952 | лекар, учесник Народноослободилачке борбе и генерал-мајор ЈНА | — |                                                                             |                                                                             |
| Милош Шиљеговић          | 1909—1952 | учесник Народноослободилачке борбе и генерал-мајор ЈНА | — |                                                                             |                                                                             |
| Арсеније Бољевић         | 1904—1953 | учесник Народноослободилачке борбе, пилот-ловац и пуковник ЈНА, погинуо на борбеном задатку                                                                            | — |                                                                             |                                                                             |
| Славко Скендер           | 1920—1955 | учесник Народноослободилачке борбе и пуковник ЈНА | — |                                                                             |                                                                             |
| Никола Милекић Корчагин  | 1926—1956 | учесник Народноослободилачке борбе, пилот-ловац и потпуковник ЈНА, погинуо на борбеном задатку                                                                         | Добрила Долица Милекић (1925—1994), супруга                                                                                    |                                                                             |                                                                             |
| Драган Ракић             | 1914—1959 | учесник Народноослободилачке борбе, пуковник ЈНА и народни херој | Боја Ракић (1914—2016), супруга                                                                                                |                                                                             |                                                                             |
| Димитрије Георгијевић    | 1892—1959 | учесник Октобарске револуције, Шпанског грађанског рата и Народноослободилачке борбе, генерал-потпуковник ЈНА                                                          | Јелена Георгијевић (1920—2012)                                                                                                 |                                                                             |                                                                             |
| Никола Груловић          | 1888—1959 | учесник Октобарске револуције и Народноослободилачке борбе и друштвено-политички радник                                                                                | Јелена Груловић (1892—1970), супруга                                                                                           |                                                                             |                                                                             |
| Иван Караиванов          | 1889—1960 | активиста међународног радничког покрета, друштвено-политички радник и јунак социјалистичког рада                                                                      | — |                                                                             |                                                                             |
| Бранко Шотра             | 1906—1960 | сликар, графичар и вајар, учесник Народноослободилачке борбе, пуковник ЈНА, професор и ректора Академије за примењену уметност у Београду                              | — |                                                                             |                                                                             |
| Сретен Вукосављевић      | 1881—1960 | социолог, учесник Балканских ратова, Првог светског рата и Народноослободилачке борбе, професор Правног факултета у Београду и члан Српске академије наука и уметности | — |                                                                             |                                                                             |
| Митар Бакић              | 1908—1960 | учесник Народноослободилачке борбе, друштвено-политички радник и народни херој                                                                                         | Надежда Бакић (1922—1978), супруга                                                                                             |                                                                             |                                                                             |
| Миле Перуничић           | 1890—1961 | политичар, учесник Балканских ратова, Првог светског рата и Народноослободилачке борбе                                                                                 | — |                                                                             |                                                                             |
| Василије Ковачевић Чиле  | 1911—1961 | учесник Народноослободилачке борбе, друштвено-политички радник, дипломата и народни херој                                                                              | Војо Ковачевић (1912—1997), брат и народни херој                                                                               |                                                                             |                                                                             |
| Момчило Поповић          | 1919—1962 | учесник Народноослободилачке борбе, жртва усташког напада на представништво ФНРЈ у Бону и народни херој                                                                | Милена Поповић (1921—2006), супруга                                                                                            |                                                                             |                                                                             |
| Саво Бурић               | 1915—1963 | учесник Народноослободилачке борбе, генерал-потпуковник ЈНА и народни херој                                                                                            | Јелена Хела Бурић (1929—1999), супруга                                                                                         |                                                                             |                                                                             |
| Милисав Кољеншић         | 1913—1963 | учесник Народноослободилачке борбе и генерал-мајор ЈНА | Христина Китка Кољеншић (1922—2017), супруга                                                                                   |                                                                             |                                                                             |
| Ђорђе Андрејевић Кун     | 1904—1964 | сликар и графичар, учесник Шпанског грађанског рата и Народноослободилачке борбе и члан Српске академије наука и уметности                                             | Нада Андрејевић Кун (1908—1993), супруга, историчар уметности                                                                  |                                                                             |                                                                             |
| Павле Илић Вељко         | 1910—1964 | учесник Народноослободилачке борбе и генерал-пуковник | Надежда Натка Илић (1926—1995), супруга                                                                                        |                                                                             |                                                                             |
| Светолик Лазаревић       | 1910—1964 | учесник Народноослободилачке борбе и друштвено-политички радник | Зденка Лазаревић (1921—1998), супруга                                                                                          |                                                                             |                                                                             |
| Слободан Пенезић Крцун   | 1918—1964 | учесник Народноослободилачке борбе, друштвено-политички радник и народни херој                                                                                         | — |                                                                             |                                                                             |
| Александар Томашевић     | 1921—1968 | сликар и графичар, учесник Народноослободилачке борбе | — |                                                                             |                                                                             |
| Ратко Софијанић          | 1915—1968 | учесник Народноослободилачке борбе, генерал-пуковник ЈНА и народни херој                                                                                               | — |                                                                             |                                                                             |
| Милка Агбаба Црна        | 1921—1969 | учесница Народноослободилачке борбе и друштвено-политичка радница | — |                                                                             |                                                                             |
| Перо Косорић             | 1918—1969 | учесник Народноослободилачке борбе, генерал-пуковник ЈНА и народни херој                                                                                               | Већослава Славица Косорић (1920—2009)                                                                                          |                                                                             |                                                                             |
| Јожеф Нађ                | 1921—1969 | учесник Народноослободилачке борбе и друштвено-политички радник | — |                                                                             |                                                                             |
| Војислав Воја Радић      | 1902—1971 | учесник Народноослободилачке борбе, генерал-мајор ЈНА и народни херој                                                                                                  | Јулијана Јула Радић (1912—1997), супруга                                                                                       |                                                                             |                                                                             |
| Мићун Шакић              | 1915—1971 | учесник Народноослободилачке борбе, генерал-потпуковник ЈНА и народни херој                                                                                            | Нена Шакић (1922—1988), супруга Љубомир Шакић (1953—2017), син                                                                 |                                                                             |                                                                             |
| Радоје Љубичић           | 1920—1972 | учесник Народноослободилачке борбе. генерал-потпуковник и народни херој                                                                                                | Љубинка Љубичић (1924—1992), супруга                                                                                           |                                                                             |                                                                             |
| Жива Чиклован            | 1920—1972 | учесник Народноослободилачке борбе и друштвено-политички радник | — |                                                                             |                                                                             |
| Милан Атлагић            | 1914—1972 | учесник Народноослободилачке борбе и генерал-мајор ЈНА | — |                                                                             |                                                                             |
| Томислав Кроња           | 1914—1972 | лекар, учесник Народноослободилачке борбе и генерал-потпуковник ЈНА | Милена Кроња (1931—2023) |                                                                             |                                                                             |
| Саво Миљановић Јаран     | 1920—1972 | учесник Народноослободилачке борбе и генерал-мајор ЈНА | — |                                                                             |                                                                             |
| Ненад Дракулић           | 1920—1973 | учесник Народноослободилачке борбе и генерал-пуковник ЈНА | Др Крунослава Дракулић (1916—1983), супруга                                                                                    |                                                                             |                                                                             |
| Мирчета Чворовић         | 1919—1973 | учесник Народноослободилачке борбе, друштвено-политички радник и дипломата                                                                                             | — |                                                                             |                                                                             |
| Момир Чворовић           | 1924—1973 | учесник Народноослободилачке борбе и пуковник ЈНА | Росанда Чворовић (1937—2022)                                                                                                   |                                                                             |                                                                             |
| Вељко Јанковић           | 1914—1974 | учесник Народноослободилачке борбе, пуковник ЈНА и народни херој | Ружа Јанковић (1922—2009), супруга                                                                                             |                                                                             |                                                                             |
| Саво Вукелић             | 1917—1974 | учесник Народноослободилачке борбе, генерал-пуковник ЈНА и народни херој                                                                                               | Наца Вукелић (1923—2006), супруга                                                                                              |                                                                             |                                                                             |
| Грујо Новаковић          | 1913—1975 | учесник Народноослободилачке борбе, друштвено-политички радник и народни херој                                                                                         | Даница Новаковић (1921—1993), супруга                                                                                          |                                                                             |                                                                             |
| Никола Љубибратић        | 1912—1976 | учесник Народноослободилачке борбе, генерал-потпуковник ЈНА и народни херој                                                                                            | Весна Љубибратић (1949—1991), ћерка Марија (1924—1999), супруга                                                                |                                                                             |                                                                             |
| Саво Матијашевић         | 1922—1978 | учесник Народноослободилачке борбе, генерал-мајор ЈНА | Анђелка Матијашевић (1922—2009), супруга                                                                                       |                                                                             |                                                                             |
| Лазар Лопичић            | 1922—1978 | учесник Народноослободилачке борбе, потпуковник ЈНА и народни херој | Миодраг Мишко Лопичић (1951—2015), син и Вера Лопичић (1930—2024), супруга                                                     |                                                                             |                                                                             |
| Саво Јоксимовић          | 1913—1980 | учесник Народноослободилачке борбе, генерал-пуковник ЈНА и народни херој                                                                                               | Бранислава Јоксимовић (1948—1999), ћерка Даринка Јоксимовић (1922—2006), супруга Зоња Јоксимовић (1950—2011), ћерка            |                                                                             |                                                                             |
| Борко Арсенић            | 1917—1981 | учесник Народноослободилачке борбе, генерал-мајор ЈНА и народни херој                                                                                                  | Милица Арсенић (1921—1997), супруга                                                                                            |                                                                             |                                                                             |
| Богдан Вујошевић         | 1912—1981 | учесник Народноослободилачке борбе, генерал-потпуковник ЈНА и народни херој                                                                                            | Анђелка Вујошевић (1921—2004), супруга                                                                                         |                                                                             |                                                                             |
| Јован Вукотић            | 1907—1982 | учесник Народноослободилачке борбе, генерал-пуковник ЈНА и народни херој                                                                                               | Ранка Вукотић (1913—1999), супруга                                                                                             |                                                                             |                                                                             |
| Петар Боројевић          | 1916—1982 | учесник Народноослободилачке борбе, пуковник ЈНА и народни херој | — |                                                                             |                                                                             |
| Стана Томашевић Арнесен  | 1921—1983 | учесница Народноослободилачке борбе, друштвено-политичка радница и дипломата                                                                                           | Милица Томашевић (1898—1988), мајка                                                                                            |                                                                             |                                                                             |
| Марко Станишић           | 1919—1983 | учесник Народноослободилачке борбе, пуковник ЈНА и народни херој | Марија Станишић (1927—1985), супруга                                                                                           |                                                                             |                                                                             |
| Шефкет Маглајлић         | 1912—1983 | учесник Народноослободилачке борбе, друштвено-политички радник, јунак социјалистичког рада и народни херој                                                             | — |                                                                             |                                                                             |
| Александар Ранковић Лека | 1909—1983 | учесник Народноослободилачке борбе, друштвено-политички радник, јунак социјалистичког рада и народни херој                                                             | др Ладислава Ранковић Славка (1920—2008), супруга, учесница НОБ и економиста                                                   |                                                                             |                                                                             |
| Љубомир Ивковић Шуца     | 1910—1983 | учесник Народноослободилачке борбе, друштвено-политички радник и народни херој                                                                                         | — |                                                                             |                                                                             |
| Милоје Милојевић         | 1912—1984 | учесник Народноослободилачке борбе, генерал-пуковник ЈНА и народни херој                                                                                               | Олга Милојевић (1913—1990), супруга                                                                                            |                                                                             |                                                                             |
| Спасоје Мичић            | 1921—1985 | учесник Народноослободилачке борбе, генерал-мајор ЈНА и народни херој                                                                                                  | Даница Мичић (1923—1994), супруга                                                                                              |                                                                             |                                                                             |
| Десимир Јововић Чича     | 1905—1985 | учесник Народноослободилачке борбе, друштвено-политички радник и народни херој                                                                                         | — |                                                                             |                                                                             |
| Максо Дакић              | 1913—1986 | учесник Народноослободилачке борбе, друштвено-политички радник и народни херој                                                                                         | — |                                                                             |                                                                             |
| Анте Раштегорац          | 1923—1986 | учесник Народноослободилачке борбе, друштвено-политички радник и народни херој                                                                                         | — |                                                                             |                                                                             |
| Зећир Мусић              | 1919—1987 | учесник Народноослободилачке борбе, пуковник милиције и народни херој                                                                                                  | Едиба Мусић (1929—2021) и Мустафа Мусић (1949—2024)                                                                            |                                                                             |                                                                             |
| Ђуро Лончаревић          | 1920—1987 | учесник Народноослободилачке борбе, генерал-пуковник ЈНА и народни херој                                                                                               | — |                                                                             |                                                                             |
| Димитрије Војводић Зеко  | 1908—1987 | учесник Народноослободилачке борбе, генерал-потпуковник ЈНА и народни херој                                                                                            | Милена Војводић (1922—1996) |                                                                             |                                                                             |
| Радован Вукановић        | 1906—1987 | учесник Народноослободилачке борбе, генерал-пуковник ЈНА и народни херој                                                                                               | Десанка Вукановић (1920—2006)                                                                                                  |                                                                             |                                                                             |
| Цвијо Мазалица           | 1917—1988 | учесник Народноослободилачке борбе, генерал-мајор ЈНА и народни херој                                                                                                  | Даница Мазалица (1924—2000), супруга Брана Мазалица (1947—2007), ћерка                                                         |                                                                             |                                                                             |
| Димитрије Писковић       | 1914—1987 | учесник Народноослободилачке борбе, генерал-потпуковник ЈНА и народни херој                                                                                            | Славка Писковић (1921—2003), супруга и Владимир Писковић (1952—2021), син                                                      |                                                                             |                                                                             |
| Урош Булатовић           | 1918—1988 | учесник Народноослободилачке борбе, друштвено-политички радник и народни херој                                                                                         | Дара Булатовић (1925—1997), супруга                                                                                            |                                                                             |                                                                             |
| Милинко Ђуровић          | 1910—1988 | учесник Народноослободилачке борбе, генерал-пуковник ЈНА и народни херој                                                                                               | Миланка Ђуровић (1925—1989), супруга Радивоје Ђуровић (1950—2008), син, сликар                                                 |                                                                             |                                                                             |
| Раденко Мандић           | 1917—1988 | учесник Народноослободилачке борбе и народни херој | Мирослава Мандић (1921—1997), супруга Смиљка Мандић (1951—2018), ћерка                                                         |                                                                             |                                                                             |
| Митар Минић              | 1918—1989 | учесник Народноослободилачке борбе, генерал-мајор ЈНА и народни херој                                                                                                  | — |                                                                             |                                                                             |
| Живко Живковић           | 1912—1990 | учесник Народноослободилачке борбе, генерал-потпуковник ЈНА и народни херој                                                                                            | — |                                                                             |                                                                             |
| Милан Јока               | 1922—1991 | учесник Народноослободилачке борбе, генерал-потпуковник ЈНА и народни херој                                                                                            | — |                                                                             |                                                                             |
| Војо Ковачевић           | 1912—1997 | учесник Народноослободилачке борбе, генерал-пуковник и народни херој                                                                                                   | Василије Ковачевић Чиле (1911—1961), брат и народни херој                                                                      |                                                                             |                                                                             |
| Божин Јовановић          | 1920—2011 | учесник Народноослободилачке борбе, друштвено-политички радник и јунак социјалистичког рада                                                                            | Славка Јовановић (1926—2018), супруга                                                                                          |                                                                             |                                                                             |

### Други део Алеје народних хероја
| Сахрањени у другом делу Алеје народних хероја (по години сахрањивања) | Сахрањени у другом делу Алеје народних хероја (по години сахрањивања) | Сахрањени у другом делу Алеје народних хероја (по години сахрањивања)                                                                           | Сахрањени у другом делу Алеје народних хероја (по години сахрањивања)                                                    |
| Име и презиме                                                         | Године живота                                                         | О личности | Чланови породице |
| --------------------------------------------------------------------- | --------------------------------------------------------------------- | --- | --- |
| Грујица Томић                                                         | 1920—1942                                                             | учесник Народноослободилачке борбе (накнадно сахрањен у Алеји народних хероја)                                                                  | — |
| Ђуро Бошковић                                                         | 1914—1945                                                             | правник, учесник Народноослободилачке борбе и припадник ОЗНЕ                                                                                    | — |
| Радоман Дацић                                                         | 1911—1945                                                             | учесник Народноослободилачке борбе и капетан ЈА                                                                                                 | Јулка Дацић (1917—1976), супруга                                                                                         |
| Светозар Тоза Тинкић                                                  | 1922—1945                                                             | студент технике, учесник Народноослободилачке борбе и капетан ЈА                                                                                | Вера Тинкић (1921—1968), сестра                                                                                          |
| Милош Топаловић                                                       | 1923—1945                                                             | учесник Народноослободилачке борбе, пилот и капетан ЈА                                                                                          | Драган Топаловић (1922—1943), брат, стрељан на Бањици Сибинка Топаловић (—1970), мајка Вучко Топаловић (1891—1976), отац |
| Димитрије Мита Тодоровић                                              | 1922—1945                                                             | учесник Народноослободилачке борбе | — |
| Боривоје Перић                                                        | —1945                                                                 | учесник Народноослободилачке борбе | — |
| Војислав Почек                                                        | 1915—1945                                                             | учесник Народноослободилачке борбе и капетан ЈА                                                                                                 | Јованка Почек (1893—1961), мајка                                                                                         |
| Артур Туркулин Тујко                                                  | 1916—1945                                                             | учесник Народноослободилачке борбе и пуковник ЈА                                                                                                | — |
| Милић Паић                                                            | 1912—1945                                                             | учесник Народноослободилачке борбе и мајор ЈА                                                                                                   | — |
| Урош Пајовић                                                          | 1912—1945                                                             | учесник Народноослободилачке борбе и официр ЈА                                                                                                  | — |
| Душан Секулић                                                         | 1916—1945                                                             | учесник Народноослободилачке борбе и потпуковник ЈА                                                                                             | — |
| Војин Шћепановић                                                      | —1945                                                                 | учесник Народноослободилачке борбе | — |
| Чедомир Стокућа                                                       | 1927—1957                                                             | пилот-ловац ЈНА | — |
| Алекса Демниевски Бауман                                              | 1905—1961                                                             | учесник Шпанског грађанског рата и Народноослободилачке борбе и генерал-потпуковник ЈНА                                                         | Нада Демниевска (1922—2002), супруга                                                                                     |
| Радован Мијушковић                                                    | 1895—1961                                                             | учесник Народноослободилачке борбе | — |
| Јован Бијелић                                                         | 1888—1964                                                             | академски сликар и члан Српске академије наука и уметности                                                                                      | — |
| Милан Богдановић                                                      | 1892—1964                                                             | писац и књижевни критичар | — |
| Илија Ђуричић                                                         | 1898—1965                                                             | професор Ветеринарског факултета у Београду и председник Српске академије наука и уметности.                                                    | — |
| Георгије Бошковић Ђорђе                                               | 1906—1966                                                             | учесник Народноослободилачке борбе и друштвено-политички радник                                                                                 | Олга Бошковић (1911—1994), супруга Ђурђица Бошковић (1931—2009), ћерка                                                   |
| Милан Дединац                                                         | 1902—1966                                                             | књижевник и позоришни критичар | Радмила Бунушевац-Дединац (1911—2005), супруга, новинар                                                                  |
| Др Милош Н. Ђурић                                                     | 1892—1967                                                             | филозоф, хелениста и преводилац, професор Филозофског факултета у Београду и члан Српске академије наука и уметности                            | — |
| Катарина Ивановић                                                     | 1811—1882                                                             | сликарка (накнадно сахрањена у Алеји народних хероја 1967. године)                                                                              | — |
| Вељко Петровић                                                        | 1884—1967                                                             | књижевник и члан Српске академије наука и уметности                                                                                             | Мара Петровић (—1973), супруга                                                                                           |
| Милорад Панић Суреп                                                   | 1912—1968                                                             | новинар, песник и друштвено-политички радник | — |
| Др Михаило Ступар                                                     | 1918—1969                                                             | доктор права, професор Правног факултета у Београду и директор Института за спољну политику                                                     | Марија Ступар (1931—2009), супруга                                                                                       |
| Мићун Јауковић                                                        | 1916—1969                                                             | учесник Народноослободилачке борбе | Зора Јауковић (1922—1994), супруга                                                                                       |
| Обрад Лазовић Живко                                                   | 1924—1989                                                             | учесник Народноослободилачке борбе, пуковник ЈНА и народни херој                                                                                | — |
| Михаило Вукајловић Црни                                               | 1919—1989                                                             | учесник Народноослободилачке борбе, потпуковник милиције и народни херој                                                                        | — |
| Живојин Николић Брка                                                  | 1911—1990                                                             | учесник Народноослободилачке борбе, генерал-мајор ЈНА и народни херој                                                                           | Љуба Николић (1922—2011), супруга                                                                                        |
| Петар Релић Чеда                                                      | 1913—1990                                                             | учесник Народноослободилачке борбе, друштвено-политички радник и народни херој                                                                  | Велинка Сека Релић (1919—1990), супруга                                                                                  |
| Војо Тодоровић Лерер                                                  | 1914—1990                                                             | учесник Шпанског грађанског рата и Народноослободилачке борбе, генерал-пуковник ЈНА и народни херој                                             | — |
| Велимир Стојнић                                                       | 1916—1990                                                             | учесник Народноослободилачке борбе, друштвено-политички радник и народни херој                                                                  | Мила Стојнић (1924—2003), супруга                                                                                        |
| Крста Алексијевић                                                     | 1900—1991                                                             | учесник Првог светског рата и бранилац Београда                                                                                                 | — |
| Радисав Радовановић                                                   | 1893—1992                                                             | учесник Првог светског рата и један од 1.300 каплара                                                                                            | Анка Радовановић (1901—1992), супруга Олга Радовановић (1920—2011), ћерка                                                |
| Др Наум Ђорђевић                                                      | 1898—2000                                                             | лекар, учесник Првог светског рата, официр ЈВ и пуковник ЈНА, дугогодишњи председник Друштва за неговање традиција ослободилачких ратова Србије | Олга Ђорђевић (1913—2000), супруга                                                                                       |
| Милош Шумоња                                                          | 1918—2006                                                             | учесник Народноослободилачке борбе, генерал-пуковник ЈНА и народни херој                                                                        | Анка Шумоња (1924—2009), супруга                                                                                         |
| Петар Пепа Бабић                                                      | 1919—2006                                                             | учесник Народноослободилачке борбе, генерал-пуковник ЈНА и народни херој                                                                        | Милица Лола Бабић (1930—2018), супруга                                                                                   |
| Даница Милосављевић                                                   | 1925—2018                                                             | учесница Народноослободилачке борбе, друштвено-политичка радница и народни херој                                                                | — |

### Трећи део Алеје народних хероја
| Сахрањени у трећем делу Алеје народних хероја (по години сахрањивања) | Сахрањени у трећем делу Алеје народних хероја (по години сахрањивања) | Сахрањени у трећем делу Алеје народних хероја (по години сахрањивања)                                      | Сахрањени у трећем делу Алеје народних хероја (по години сахрањивања)                           |
| Име и презиме                                                         | Године живота                                                         | О личности                                                                                                 | Чланови породице                                                                                |
| --------------------------------------------------------------------- | --------------------------------------------------------------------- | --- | ----------------------------------------------------------------------------------------------- |
| Чедомир Друловић                                                      | 1912—1992                                                             | учесник Народноослободилачке борбе, генерал-потпуковник ЈНА и народни херој                                | Гојко Друловић (1946—1999), син Наталија Друловић (1929—2008), супруга Ања Друловић (1969—2012) |
| Иван Гуво                                                             | 1910—1992                                                             | учесник Народноослободилачке борбе, пуковник ЈНА и народни херој                                           | Јорданка Гуво (1921—2010), супруга                                                              |
| Милош Вучковић                                                        | 1914—1992                                                             | учесник Народноослободилачке борбе, генерал-мајор ЈНА и народни херој                                      | Анђелка Вучковић (1928—2011), супруга, официр ЈНА Владимир Вучковић (1949—2016), син            |
| Ђорђе Нешић                                                           | 1924—1992                                                             | учесник Народноослободилачке борбе, друштвено-политички радник и народни херој                             | Душица Нешић (1925—2015), супруга                                                               |
| Др Илија Костић                                                       | 1911—1992                                                             | учесник Народноослободилачке борбе, генерал-потпуковник ЈНА и народни херој                                | Јелена Костић (1920—2010), супруга, учесник НОР и носилац Партизанске споменице 1941.           |
| Славко Пејак                                                          | 1919—1992                                                             | учесник Народноослободилачке борбе, пуковник ЈНА и народни херој                                           | Живка Пејак (1929—2013), супруга                                                                |
| Вукашин Суботић                                                       | 1911—1993                                                             | учесник Народноослободилачке борбе и генерал-потпуковник ЈНА                                               | Наталија Суботић (1919—2005), супруга, учесница НОР и носилац Партизанске споменице 1941.       |
| Вељко Ковачевић                                                       | 1912—1994                                                             | учесник Шпанског грађанског рата и Народноослободилачке борбе, генерал-пуковник ЈНА и народни херој        | Јелена Ковачевић-Суботић (1949—2009), ћерка Биљана Ковачевић-Вучо (1952—2010), ћерка            |
| Драгољуб Раде Петровић                                                | 1919—1994                                                             | учесник Народноослободилачке борбе, генерал-пуковник ЈНА и народни херој                                   | Олга Рада Петровић (1927—2015), супруга                                                         |
| Дако Пуач                                                             | 1919—1994                                                             | учесник Народноослободилачке борбе, генерал-потпуковник ЈНА и народни херој                                | Јелена Пуач (1932—2013), супруга                                                                |
| Петар Калања                                                          | 1915—1995                                                             | учесник Народноослободилачке борбе, потпуковник ЈНА и народни херој                                        | Љубица Калања (1927—2012), супруга                                                              |
| Милан Жежељ                                                           | 1917—1995                                                             | учесник Народноослободилачке борбе, генерал-пуковник ЈНА и народни херој                                   | —                                                                                               |
| Јоцо Тарабић                                                          | 1916—1995                                                             | учесник Народноослободилачке борбе, генерал-потпуковник ЈНА и народни херој                                | —                                                                                               |
| Блажо Јанковић                                                        | 1910—1996                                                             | учесник Народноослободилачке борбе, генерал-пуковник ЈНА и народни херој                                   | —                                                                                               |
| Раде Зорић                                                            | 1914—1996                                                             | учесник Народноослободилачке борбе, генерал-мајор ЈНА и народни херој                                      | Даница Зорић (1928—2018), супруга                                                               |
| Радисав Раја Недељковић                                               | 1911—1996                                                             | учесник Народноослободилачке борбе, друштвено-политички радник и народни херој                             | —                                                                                               |
| Драгослав Петровић Горски                                             | 1919—1996                                                             | учесник Народноослободилачке борбе, генерал-пуковник ЈНА и народни херој                                   | Гордана Петровић (1927—2002), супруга                                                           |
| Осман Карабеговић                                                     | 1911—1996                                                             | учесник Народноослободилачке борбе, друштвено-политички радник и народни херој                             | Љубица Карабеговић (1923—2003), супруга и Енес Карабеговић (1947—2022)                          |
| Радомир Бабић                                                         | 1909—1996                                                             | учесник Народноослободилачке борбе, генерал-потпуковник ЈНА и народни херој                                | —                                                                                               |
| Бранко Ковачевић Жика Морнар                                          | 1924—1996                                                             | учесник Народноослободилачке борбе, потпуковник ЈНА и народни херој                                        | —                                                                                               |
| Воја Лековић                                                          | 1912—1997                                                             | учесник Народноослободилачке борбе, друштвено-политички радник и народни херој                             | Драгица Лековић (1922—2004), супруга и Ана Лековић (1949—2020)                                  |
| Јеврем Јеша Поповић                                                   | 1914—1997                                                             | учесник Народноослободилачке борбе, генерал-потпуковник ЈНА и народни херој                                | Милица Поповић (1924—1995), супруга                                                             |
| Мирко Нововић                                                         | 1917—1997                                                             | учесник Народноослободилачке борбе, генерал-потпуковник ЈНА и народни херој                                | Војка Нововић (1926—2012), супруга, историчар                                                   |
| Милан Антончић Велебит                                                | 1918—1997                                                             | учесник Народноослободилачке борбе, генерал-потпуковник ЈНА и народни херој                                | Милена Антончић Цврчак (1923—2007), супруга, учесник НОР и мајор ЈНА                            |
| Риста Антуновић Баја                                                  | 1917—1998                                                             | учесник Народноослободилачке борбе, друштвено-политички радник и народни херој                             | Загорка Стојиловић-Антуновић (1921—2014), супруга                                               |
| Душан Кораћ                                                           | 1920—1998                                                             | учесник Народноослободилачке борбе, генерал-пуковник ЈНА и народни херој                                   | Зора Кораћ (1924—2001), супруга                                                                 |
| Фрањо Херљевић                                                        | 1915—1998                                                             | учесник Народноослободилачке борбе, генерал-пуковник ЈНА, јунак социјалистичког рада и народни херој       | Деса Херљевић (1920—2000), супруга, учесник НОР и носилац Партизанске споменице 1941.           |
| Божидар Божо Јовановић                                                | 1919—1998                                                             | учесник Народноослободилачке борбе, генерал-пуковник ЈНА и народни херој                                   | Надежда Нада Јовановић (1949—2016) Милорад Јовановић Мишо (1946—2017)                           |
| Стево Рауш                                                            | 1916—1998                                                             | учесник Народноослободилачке борбе, генерал-пуковник ЈНА и народни херој                                   | —                                                                                               |
| Мијалко Тодоровић Плави                                               | 1913—1999                                                             | учесник Народноослободилачке борбе, друштвено-политички радник, јунак социјалистичког рада и народни херој | Милица Тодоровић (1912—2002), супруга                                                           |
| Милан Прибић Ђокица                                                   | 1921—1999                                                             | учесник Народноослободилачке борбе и друштвено-политички радник                                            | Милан Прибић (1948—2011), син                                                                   |
| Жарко Видовић                                                         | 1913—1999                                                             | учесник Народноослободилачке борбе, генерал-потпуковник ЈНА и народни херој                                | Драгица Видовић (1925—2018), супруга                                                            |
| Војин Војо Николић                                                    | 1914—1999                                                             | учесник Народноослободилачке борбе, генерал-пуковник ЈНА и народни херој                                   | Ђука Николић (1922—2014), супруга, учесница НОР и носилац Партизанске споменице 1941.           |
| Ђурађ Предојевић Ђурин                                                | 1915—2000                                                             | учесник Народноослободилачке борбе, генерал-потпуковник ЈНА и народни херој                                | —                                                                                               |
| Радомир Рацо Божовић                                                  | 1915—2000                                                             | учесник Народноослободилачке борбе, генерал-мајор ЈНА и народни херој                                      | —                                                                                               |
| Ђоко Јованић                                                          | 1917—2000                                                             | учесник Народноослободилачке борбе, генерал-пуковник ЈНА и народни херој                                   | —                                                                                               |
| Никола Видовић                                                        | 1917—2000                                                             | учесник Народноослободилачке борбе, генерал-потпуковник ЈНА и народни херој                                | —                                                                                               |
| Радивоје Јовановић Брадоња                                            | 1918—2000                                                             | учесник Народноослободилачке борбе, генерал-потпуковник ЈНА и народни херој                                | —                                                                                               |
| Предраг Суботић                                                       | 1947—2000                                                             | академски сликар                                                                                           | Никола Суботић (1943—2021)                                                                      |
| Данило Комненовић                                                     | 1915—2001                                                             | учесник Народноослободилачке борбе, генерал-потпуковник ЈНА и народни херој                                | —                                                                                               |
| Богдан Мамула                                                         | 1918—2002                                                             | учесник Народноослободилачке борбе, генерал-потпуковник ЈНА и народни херој                                | —                                                                                               |
| Станко Бјелајац Ћане                                                  | 1912—2003                                                             | учесник Народноослободилачке борбе, генерал-пуковник ЈНА и народни херој                                   | —                                                                                               |
| Петар Радевић                                                         | 1918—2003                                                             | учесник Народноослободилачке борбе, пилот и пуковник ЈНА и народни херој                                   | Милица Радевић (1923—2012), супруга                                                             |
| Бошко Ђуричковић                                                      | 1914—2003                                                             | учесник Народноослободилачке борбе, генерал-пуковник ЈНА и народни херој                                   | —                                                                                               |
| Милутин Морача                                                        | 1914—2003                                                             | учесник Народноослободилачке борбе, генерал-пуковник ЈНА и народни херој                                   | Мирјана Морача (1920—2014), супруга, учесница НОР и носилац Партизанске споменице 1941.         |
| Лазар Марковић Чађа                                                   | 1925—2004                                                             | учесник Народноослободилачке борбе, пуковник ЈНА и народни херој                                           | Хајрија Марковић (1930—2010), супруга                                                           |
| Владо Бајић                                                           | 1915—2004                                                             | учесник Народноослободилачке борбе, генерал-пуковник ЈНА и народни херој                                   | Десанка Деса Бајић (1922—2010), супруга                                                         |
| Милан Шијан                                                           | 1914—2004                                                             | учесник Народноослободилачке борбе, генерал-мајор милиције и народни херој                                 | —                                                                                               |

### Четврти део Алеје народних хероја
| Сахрањени у четвртом делу Алеје народних хероја (по години сахрањивања) | Сахрањени у четвртом делу Алеје народних хероја (по години сахрањивања) | Сахрањени у четвртом делу Алеје народних хероја (по години сахрањивања)        | Сахрањени у четвртом делу Алеје народних хероја (по години сахрањивања) |
| Име и презиме                                                           | Године живота                                                           | О личности                                                                     | Чланови породице                                                        |
| ----------------------------------------------------------------------- | ----------------------------------------------------------------------- | ------------------------------------------------------------------------------ | ----------------------------------------------------------------------- |
| Владимир Владо Шћекић                                                   | 1917—2004                                                               | учесник Народноослободилачке борбе, генерал-пуковник ЈНА и народни херој       | Љубица Шћекић (1929—2011), супруга                                      |
| Мирко Роквић Шоша                                                       | 1922—2004                                                               | учесник Народноослободилачке борбе, официр ЈНА и народни херој                 | —                                                                       |
| Милан Зорић                                                             | 1911—2006                                                               | учесник Народноослободилачке борбе, генерал-потпуковник ЈНА и народни херој    | Даница Зорић (1928—2018)                                                |
| Средоје Урошевић                                                        | 1917—2007                                                               | учесник Народноослободилачке борбе, генерал-мајор ЈНА и народни херој          | Јелена Урошевић (1930—2015), супруга                                    |
| Ђуран Ковачевић                                                         | 1916—2007                                                               | учесник Народноослободилачке борбе, генерал-мајор ЈНА и народни херој          | —                                                                       |
| Халил Хаџимуртезић                                                      | 1915—2007                                                               | учесник Народноослободилачке борбе, генерал-мајор ЈНА и народни херој          | Викторија Хаџимуртезић (1922—2007), супруга                             |
| Душан Пекић                                                             | 1921—2007                                                               | учесник Народноослободилачке борбе, генерал-пуковник ЈНА и народни херој       | Славка Пекић (1923—2013), супруга                                       |
| Божо Лазаревић                                                          | 1909—2007                                                               | учесник Народноослободилачке борбе, генерал-пуковник пилот и народни херој     | —                                                                       |
| Драгутин Ђорђевић Алија                                                 | 1920—2008                                                               | учесник Народноослободилачке борбе, генерал-мајор ЈНА и народни херој          | —                                                                       |
| Ратомир Раде Хамовић                                                    | 1916—2009                                                               | учесник Народноослободилачке борбе, генерал-пуковник ЈНА и народни херој       | —                                                                       |
| Јошо Дурбаба                                                            | 1920—2012                                                               | учесник Народноослободилачке борбе, генерал-мајор ЈНА и народни херој          | Анђелка Дурбаба (1921—2009), супруга                                    |
| Момчило Дугалић                                                         | 1918—2014                                                               | учесник Народноослободилачке борбе, генерал-потпуковник ЈНА и народни херој    | —                                                                       |
| Лазо Радаковић                                                          | 1913—2014                                                               | учесник Народноослободилачке борбе, генерал-потпуковник ЈНА и народни херој    | —                                                                       |
| Велимир Вецо Радичевић                                                  | 1914—2017                                                               | учесник Народноослободилачке борбе, генерал-потпуковник ЈНА и народни херој    | Кристина Радичевић (1924—2009), супруга                                 |
| Душан Грк                                                               | 1906—1994                                                               | учесник Народноослободилачке борбе, друштвено-политички радник и народни херој | Анђа Грк (1922—2001), супруга                                           |

## Галерија
- Спомен-костурница бранилаца Београда 1914—1918.
- Алеја народних хероја, стари део са десне стране споменика
- Алеја народних хероја, стари део са десне стране споменика
- Алеја народних хероја, нови део са леве стране споменика

- Гроб Александра Ранковића
- Гроб Слободана Пенезића Крцуна
- Гроб Милоја Милојевића
- Гроб Славка Родића
- Гроб Богдана Вујошевића
- Гроб браће Василија и Воја Ковачевића
- Гроб Драгослава Ђорђевића Гоше
- Гроб Османа Карабеговића
- Гроб Бранка Шотре
- Гроб Мијалка Тодоровића